# Oreotrochilus
Oreotrochilus Gould, 1847 è un genere di uccelli della famiglia dei Trochilidi. Tutte le specie di tale genere, chiamate comunemente stella dei monti o orostelle, sono endemiche della zona andina dell'America del Sud.

## Distribuzione e habitat
Al genere Oreotrochilus appartengono specie le cui popolazioni sono presenti ad elevate quote andine tra l'Ecuador centro-settentrionale e le zone montuose del Cile e dell'Argentina centro-meridionale. Sono noti avvistamenti nell'altipiano andino, a oltre 5000 metri di altitudine.

## Tassonomia
Il genere Oreotrochilus comprende le seguenti specie:
- Oreotrochilus chimborazo (Delattre & Bourcier, 1846)[4] - orostella dell'Ecuador
- Oreotrochilus estella (D'Orbigny & Lafresnaye, 1838) – orostella delle Ande
- Oreotrochilus stolzmanni Salvin, 1895 – orostella testaverde
- Oreotrochilus cyanolaemus Somoza-Molina et al, 2018 – orostella golablu
- Oreotrochilus leucopleurus (Gould, 1847)[5] - orostella fianchibianchi
- Oreotrochilus melanogaster  (Gould, 1847) – orostella pettonero
- Oreotrochilus adela (D'Orbigny & Lafresnaye, 1839) – orostella cuneato